# Prva savezna liga Jugoslavije u nogometu 1965./66.
Prvenstvo Jugoslavije u nogometu za sezonu 1966./67. bilo je trideset i sedmo po redu najviše nogometno natjecanje u Jugoslaviji, dvadeseto poslijeratno, koje je započelo 15. kolovoza 1965. i završilo 19. lipnja 1966.

Prvak je postao srbijanski klub, Vojvodina iz Novog Sada, što im je bio prvi naslov.

Najbolji strijelac bio je Petar Nadoveza iz splitskog Hajduka s 21 golom.
Bilo je to prvo izdanje sa 16 članova i prvo koje je koristilo gol-razliku u slučaju jednakog broja bodova u konačnom poretku. Bio je to i prvi put da je jedan jugoslavenski klub stigao do finala Kupa prvaka: Partizan je poražen od Real Madrida 1:2.

## Sustav natjecanja
Igralo se u dvije faze. Momčadi su međusobno igrale dvokružni ligaški sustav. Igrala se po jedna utakmica na domaćem i gostujućem terenu.  Prvakom je postala momčad koja je sakupila najviše bodova u skupini za prvaka (pobjeda = 2 boda, neodlučeni ishod = 1 bod, poraz = bez bodova).
Pravila koje su određivala poredak na ljestvici su bila: 1) broj osvojenih bodova, 2) gol-razlika, 3) baraž

## Formiranje lige
U obzir ulazi 14 najbolje plasiranih iz prethodne sezone, plus pobjednici dviju skupina Druge savezne lige 1964./65.
- Iz Prve savezne lige natjecali su se Partizan, Sarajevo, Crvena zvezda, Rijeka, Željezničar, Zagreb, Radnički Niš, Dinamo Zagreb, Vojvodina, OFK Beograd, Vardar Skoplje, Hajduk Split, Velež Mostar i Trešnjevka Zagreb
- Iz Druge savezne lige: Olimpija Ljubljana (pobjednik zapadne skupine) i Radnički Beograd (pobjednik istočne skupine)

## Sudionici
| Slovenija       | Hrvatska                                                     | Bosna i Hercegovina                  | Srbija      | Srbija                                                                 | Srbija  | Crna Gora | Makedonija   |
| Slovenija       | Hrvatska                                                     | Bosna i Hercegovina                  | Vojvodina   | Središnja Srbija                                                       | Kosovo  | Crna Gora | Makedonija   |
| --------------- | ------------------------------------------------------------ | ------------------------------------ | ----------- | ---------------------------------------------------------------------- | ------- | --------- | ------------ |
| - Olimpija (LJ) | - Dinamo (Z) - Hajduk (S) - Rijeka - Trešnjevka (Z) - Zagreb | - Sarajevo - Velež (M) - Željezničar | - Vojvodina | - Crvena zvezda - OFK Beograd - Partizan - Radnički (B) - Radnički Niš | - nitko | - nitko   | - Vardar (S) |

- NK Dinamo, Zagreb
- NK Hajduk, Split
- Omladinski FK, Beograd
- NK Olimpija, Ljubljana
- FK Partizan, Beograd
- FK Radnički Beograd, Beograd
- FK Radnički Niš, Niš
- NK Rijeka, Rijeka
- FK Sarajevo, Sarajevo
- FK Crvena zvezda, Beograd
- SD Trešnjevka, Zagreb
- FK Vardar, Skoplje
- FK Velež, Mostar
- FK Vojvodina, Novi Sad
- NK Zagreb, Zagreb
- FK Željezničar, Sarajevo

## Afera Planinić
Iako su se događaji pod lupom zbili četrnaest mjeseci ranije, početak sezone Jugoslavenske prve lige 1965./66., a potom i ostatak kampanje, obilježeni su otkrićima namještanja utakmica iz svibnja i lipnja 1964., tijekom završnih tjedana 1963./64. sezona.
Krajem kolovoza 1965., dva tjedna u novoj prvenstvenoj sezoni, FK Željezničar, Hajduk Split i NK Trešnjevka proglašeni su krivima za namještanje utakmica dvije sezone ranije krajem sezone 1963./64. Njihova krivnja temeljila se na pisanoj izjavi vratara Željezničara Ranka Planinića koji se nakon 14 mjeseci odlučio oglasiti. Planinić u svom iskazu tvrdi da je njegov klub pred kraj sezone 1963./64. odbacio utakmice protiv Hajduka i Trešnjevke za financijsku odštetu koju su te dvije momčadi kojima je prijetilo ispadanje platile kako bi izbjegle ispadanje. Naime, Planinić tvrdi da je bila namještena utakmica odigrana 31. svibnja 1964. u Splitu kada je Hajduk s 4:0 pobijedio Željezničar, kao i utakmica 7. lipnja 1964. u Sarajevu kada su Željezničar i Trešnjevka izjednačili 3:3. Bio je na golu Željezničara u oba susreta.
Planinić je tu informaciju obznanio u kolovozu 1965. obrativši se novinaru Večernjih novina Aliji Resuloviću koji je Planinićevo svjedočenje uzeo u formi intervjua, a taj je list u to vrijeme objavljivao u nakladi od 100.000 primjeraka. U svojoj knjizi Ona vremena iz 2006. godine, Resulović tvrdi da je kontaktirao predsjednika FK Željezničar Nusreta Mahića neposredno prije slanja teksta u tisak, informirajući ga o Planinićevim navodima, tražeći komentar, pa čak i ponudivši da sjedne na informaciju ako on (Mahić) smatra da je potrebno. Resulović dalje tvrdi da je Mahić odgovorio: "Objavi sve! To je laž i nekakva osveta Planinića što je novčano kažnjen za izgred na treningu!".
Eksplozivno svjedočenje odmah je postao nacionalni skandal koji je postao poznat kao "afera Planinić". Jugoslavenska prva liga bila je opterećena glasinama o raširenom namještanju utakmica u više navrata tijekom proteklog desetljeća, međutim, ovo je bio prvi slučaj da se neki igrač oglasio i potkrijepio te tvrdnje.

### Kazna
U petak, 27. kolovoza 1965., nakon petnaestosatnog istražnog postupka, Disciplinski sud FSJ pod predsjedanjem Svetozara Savića izrekao je sljedeće kazne:
- Članovi Uprave FK Željezničar, uključujući i predsjednika kluba Nusreta Mahića, dobili su doživotne zabrane obavljanja bilo kakvih službenih funkcija vezanih za nogomet.
- Tadašnji trener FK Željezničar Vlatko Konjevod dobio je doživotnu zabranu bavljenja nogometom.
- Nogometaši FK Željezničar Ivica Osim i Drago Smajlović dobili su po godinu dana zabrane bavljenja nogometom.
- Članovi Uprave NK Hajduk Split, među kojima je i predsjednik kluba Josip Košto, dobili su doživotne zabrane obnašanja bilo kakvih dužnosničkih funkcija vezanih uz nogomet.
- Tadašnji glavni trener NK Hajduk Split Milovan Ćirić dobio je doživotnu zabranu bavljenja nogometom.
- Dvojica članova uprave SD Trešnjevka dobili su doživotnu zabranu obnašanja bilo kakvih dužnosničkih funkcija vezanih uz nogomet.
- Protiv predsjednika kluba SD Trešnjevka Ivana Bačuna i tehničkog direktora Marjana Matančića pokrenuti su disciplinski postupci.
- Glavni tajnik NK Dinamo Zagreb Oto Hofman dobio je doživotnu zabranu igranja u nogometu jer je bio posrednik Željezničara i Trešnjevke.

Predsjednik disciplinskog tijela Svetozar Savić također je objavio da je istragom utvrđeno da je Željezničaru za te utakmice splitski Hajduk platio 1,5 milijuna dinara, a Trešnjevka četiri milijuna dinara. Dio novca koji je Trešnjevka isplaćivala dobivao je od Zagrebačkog velesajma na kojem su bili zaposleni neki od članova uprave Trešnjevke. Kao referentna točka, cijena dnevnih novina u to vrijeme bila je 40 dinara.
Nadalje, NK Hajduk Split, SD Trešnjevka i FK Željezničar ispali su u Zapadnu skupinu Druge savezne lige, što je odmah stupilo na snagu. Odluka je nadalje podrazumijevala reorganizaciju Prve savezne lige 1965./66., koja je već bila dva tjedna u svojoj karijeri, smanjenjem broja klubova sa 16 na 13 i poništenjem svih utakmica Prve savezne lige 1965./66. koje su igrali Hajduk, Trešnjevka i Željezničar. do tog trenutka (ukupno 6 susreta). To je također značilo proširenje Zapadne skupine Druge savezne lige 1965./66. s 18 na 21 klub.
Kazna je izazvala široki šok i odobravanje u jugoslavenskoj javnosti sa svakim od šest podsaveza FSJ, osim što je SR Hrvatska izrazila snažnu potporu toj odluci. Navijači Hajduka, Trešnjevke i Željezničara organizirali su ulične prosvjede u svojim gradovima, a najposjećeniji su bili splitski. Tri kluba brzo su uložila žalbu FSJ.

### Žalbe
U petak, 9. rujna 1965. žalbena komisija Saveza Jugoslavije objavila je svoje odluke. Glavna kazna za tri kluba smanjena je na oduzimanje bodova. Željezničar, Hajduk i Trešnjevka osvojili su 6, 5, odnosno 5 bodova.

Sve pojedinačne kazne za igrače i članove uprave kluba su potvrđene.

### Posljedica
Kao rezultat toga što je imao 6 osvojenih bodova uz nedostatak dva od svojih najboljih igrača tijekom većeg dijela sezone 1965./66., Željezničar je proveo većinu prvenstvene kampanje u očajničkoj borbi za opstanak u ligi. Pred kraj sezone, za odlučujuće prvenstvene utakmice u Željezničarovoj borbi za ispadanje, FSJ je odlučio zvijezdi Željezničara Ivici Osimu ukinuti kaznu prije isteka. U posljednjem tjednu sezone, 12. lipnja 1966., Osimov gol kod niškog Radničkog u pobjedi 1:0 u Sarajevu praktično je zadržao Željezničar u Prvoj ligi.
Tijekom desetljeća nakon toga Planinićevu motivaciju da postane zviždač agresivno su ispitivali novinari bliski kažnjenim klubovima. Nakon što je zazviždao, ton i okvir novinskih tekstova koji su spominjali Planinića u raznim sarajevskim i splitskim tiskanim medijima kretali su se od izravnog odbacivanja njegovih tvrdnji do uvreda, insinuacija i nagađanja o tome da je odluku o istupu donio iz inata, povrijeđeni ego ili osobna osveta svom klubu jer su navodno zapeli njegovi pregovori o ugovoru s FK Željezničarom izvan sezone u ljeto 1965. ili zato što je izgubio početnu poziciju na golu Željezničara od suigrača Vasilija Radovića.

## Ljestvica
| mj.     | klub               | ut. | pob. | ner. | por. | gol+ | gol- | gr  | bod     |
| ------- | ------------------ | --- | ---- | ---- | ---- | ---- | ---- | --- | ------- |
| 1.      | Vojvodina          | 30  | 17   | 9    | 4    | 53   | 28   | +25 | 43      |
| 2.      | Dinamo Zagreb      | 30  | 13   | 9    | 8    | 49   | 35   | +14 | 35      |
| 3.      | Velež Mostar       | 30  | 14   | 7    | 7    | 48   | 37   | +11 | 35      |
| 4.      | Rijeka             | 30  | 14   | 6    | 8    | 46   | 40   | +6  | 32      |
| 5.      | Crvena zvezda      | 30  | 12   | 7    | 11   | 54   | 54   | 0   | 31      |
| 6.      | OFK Beograd        | 30  | 10   | 10   | 10   | 58   | 50   | +8  | 30      |
| 7.      | Radnički Niš       | 30  | 10   | 9    | 11   | 44   | 35   | +9  | 29      |
| 8.      | Olimpija Ljubljana | 30  | 11   | 7    | 12   | 43   | 47   | –4  | 29      |
| 9.      | Sarajevo           | 30  | 10   | 9    | 11   | 40   | 44   | –4  | 29      |
| 10.     | Vardar Skoplje     | 30  | 12   | 4    | 14   | 47   | 44   | +3  | 28      |
| 11.     | Partizan           | 30  | 10   | 8    | 12   | 45   | 47   | –2  | 28      |
| 12.     | Željezničar        | 30  | 12   | 8    | 10   | 35   | 36   | –1  | 26 (–6) |
| 13.     | Hajduk Split       | 30  | 11   | 8    | 11   | 45   | 37   | +9  | 25 (–5) |
| 14.     | Zagreb             | 30  | 9    | 7    | 14   | 39   | 58   | –19 | 25      |
| 15.     | Radnički Beograd   | 30  | 7    | 11   | 12   | 32   | 53   | –21 | 25      |
| 16.     | Trešnjevka Zagreb  | 30  | 6    | 6    | 18   | 41   | 74   | –33 | 13 (–5) |
|         |                    |     |      |      |      |      |      |     |         |
| Izvori: |                    |     |      |      |      |      |      |     |         |

|  | Vojvodina je prvak Jugoslavije i plasirala se na Kup prvaka 1966./67.                           |
|  | Dinamo Zagreb, Crvena zvezda i Olimpija Ljubljana pozvan na Kup velesajamskih gradova 1966./67. |
|  | OFK Beograd osvaja Kup Jugoslavije i plasirao se u Europski kup pobjednika kupova 1966./67.     |
|  | Radnički Beograd i Trešnjevka Zagreb ispali su u Drugu saveznu ligu                             |

## Rezultati
| 1965./66. | 1965./66.          | VOJ | DIN | VEL | RIJ | C.Z | OFK | R.N | OLI | SAR | VAR | PAR | ŽEL | HAJ | ZAG | R.B | TRE |
| 1.        | Vojvodina          |     | 0:0 | 2:1 | 4:1 | 1:2 | 0:0 | 1:1 | 1:1 | 1:0 | 2:0 | 1:0 | 2:2 | 1:0 | 0:0 | 6:1 | 3:2 |
| 2.        | Dinamo Zagreb      | 0:2 |     | 0:0 | 4:0 | 6:0 | 1:0 | 1:0 | 3:3 | 1:0 | 1:0 | 1:1 | 3:0 | 1:1 | 1:1 | 1:2 | 6:4 |
| 3.        | Velež Mostar       | 0:0 | 2:1 |     | 2:1 | 1:2 | 4:2 | 2:0 | 0:0 | 1:0 | 2:1 | 0:0 | 2:0 | 2:1 | 3:1 | 2:0 | 1:1 |
| 4.        | Rijeka             | 3:1 | 1:0 | 1:0 |     | 4:0 | 2:2 | 2:0 | 1:0 | 1:1 | 1:1 | 0:1 | 1:2 | 2:0 | 3:0 | 0:0 | 5:2 |
| 5.        | Crvena zvezda      | 2:3 | 4:3 | 2:6 | 1:2 |     | 1:2 | 1:1 | 2:3 | 4:0 | 2:0 | 2:1 | 1:1 | 2:2 | 4:1 | 1:1 | 2:1 |
| 6.        | OFK Belgrad        | 3:4 | 2:2 | 1:1 | 3:0 | 2:1 |     | 0:1 | 2:0 | 5:1 | 1:1 | 4:5 | 0:2 | 2:2 | 4:1 | 4:1 | 3:3 |
| 7.        | Radnički Niš       | 0:1 | 2:2 | 4:2 | 1:0 | 0:0 | 4:1 |     | 5:2 | 1:2 | 2:1 | 0:0 | 1:1 | 2:1 | 4:0 | 0:1 | 6:1 |
| 8.        | Olimpija Ljubljana | 0:6 | 0:1 | 3:0 | 4:1 | 3:3 | 1:3 | 0:0 |     | 3:1 | 1:0 | 3:0 | 1:0 | 2:1 | 0:1 | 1:1 | 5:1 |
| 9.        | Sarajevo           | 2:1 | 2:0 | 2:1 | 0:0 | 2:5 | 1:0 | 2:2 | 4:1 |     | 3:2 | 1:3 | 0:0 | 3:2 | 3:1 | 0:0 | 4:0 |
| 10.       | Vardar Skoplje     | 2:0 | 1:3 | 1:0 | 2:1 | 2:0 | 2:0 | 1:0 | 1:2 | 2:1 |     | 2:2 | 2:1 | 2:1 | 5:4 | 3:0 | 5:0 |
| 11.       | Partizan           | 2:3 | 2:0 | 2:3 | 3:1 | 1:2 | 0:2 | 2:0 | 1:2 | 1:0 | 5:4 |     | 2:0 | 1:1 | 3:0 | 1:1 | 1:1 |
| 12.       | Željezničar        | 1:2 | 1:1 | 2:1 | 0:2 | 2:1 | 1:1 | 1:0 | 3:0 | 1:1 | 1:0 | 3:1 |     | 1:0 | 0:0 | 2:1 | 3:1 |
| 13.       | Hajduk Split       | 0:0 | 0:1 | 3:3 | 4:0 | 1:0 | 2:0 | 1:0 | 1:0 | 1:0 | 1:1 | 4:2 | 6:2 |     | 1:0 | 2:0 | 5:0 |
| 14.       | Zagreb             | 1:1 | 2:3 | 3:1 | 0:2 | 0:2 | 1:4 | 2:2 | 2:1 | 1:1 | 3:2 | 2:1 | 1:0 | 4:1 |     | 3:3 | 2:1 |
| 15.       | Radnički Belgrad   | 1:3 | 1:0 | 0:2 | 0:2 | 2:2 | 4:4 | 2:4 | 1:0 | 2:2 | 3:1 | 1:1 | 0:2 | 0:0 | 1:0 |     | 1:0 |
| 16.       | Trešnjevka Zagreb  | 0:1 | 1:2 | 1:3 | 2:6 | 0:3 | 1:1 | 2:1 | 1:1 | 1:1 | 1:0 | 3:0 | 2:0 | 3:0 | 1:2 | 4:1 |     |

| 1. kolo 14. 8. 1965. OFK Beograd – Hajduk 2:2 (1:1) 15. 8. 1965. Radnički (N) – Dinamo 2:2 (2:1) Sarajevo – Partizan 1:3 (0:1) Vardar – Vojvodina 2:0 (0:0) NK Zagreb – NK Rijeka 0:2 (0:2) Olimpija – Velež 3:0 (2:0) Crvena zvezda – Željezničar 1:1 (1:0) Trešnjevka – Radnički (B) 4:1 (2:0) 2. kolo 21. 8. 1965. Partizan – Trešnjevka 1:1 (1:1) 22. 8. 1969. Radnički (B) – NK Zagreb 1:0 (1:0) Željezničar – Olimpija 3:0 (1:0) Vojvodina – Sarajevo 1:0 (0:0) Radnički (N) – OFK Beograd 4:1 (1:1) NK Rijeka – Dinamo 1:0 (0:0) Velež – Vardar 2:1 (1:1) Hajduk – Crvena zvezda 1:0 (0:0) 3. kolo 28. 8. 1965. Crvena zvezda – Radnički (N) 1:1 (0:1) 29. 8. 1965. Sarajevo – Velež 2:1 (0:1) OFK Beograd – Dinamo 2:2 (1:1) NK Rijeka – Radnički (B) 0:0 NK Zagreb – Partizan 2:1 19. 9. 1965. Trešnjevka – Vojvodina 0:1 (0:0) 3. 10. 1965. Olimpija – Hajduk 2:1 (1:1) Vardar – Željezničar 2:1 4. kolo 11. 9. 1965. Partizan – NK Rijeka 3:1 (2:1) 12. 9. 1965. Vojvodina – NK Zagreb 0:0 Radnički (N) – Olimpija 5:1 (2:1) Dinamo – Radnički (B) 1:2 (1:0) Hajduk – Vardar 1:1 (1:0) Željezničar – Sarajevo 1:1 (1:1) Velež – Trešnjevka 1:1 (0:0) OFK Beograd – Crvena zvezda 2:1 (0:0) 5. kolo 25. 9. 1965. Crvena zvezda – Dinamo 4:3 (2:3) 26. 9. 1965. Trešnjevka – Željezničar 2. (1:0) Olimpija – OFK Beograd 1:2 (1:0) NK Zagreb – Velež 3:1 (2:0) Sarajevo – Hajduk 3:2 (2:0) Radnički (B) – Partizan 1:1 (0:0) Vardar – Radnički (N) 1:0 (0:0) NK Rijeka – Vojvodina 3:1 (2:1) 6. kolo 20. 10. 1965. OFK Beograd – Vardar 1:1 (1:1) Željezničar – NK Zagreb 0:0 Dinamo – Partizan 1:1 (0:1) Velež – NK Rijeka 2:1 (0:0) Hajduk – Trešnjevka 5:0 (2:0) Radnički (N) – Sarajevo 1:2 (1:1) Vojvodina – Radnički (B) 6:1 (3:0) 21. 10. 1965. Crvena zvezda – Olimpija 2:3 (1:3) 7. kolo 16. 9. 1965. Trešnjevka – Radnički (N) 2:1 (0:1) 17. 9. 1965. NK Zagreb – Hajduk 4:1 (2:1) Napomena: Nastao je prekid u 77. minutu. Olimpija – Dinamo 0:1 (0:1) NK Rijeka – Željezničar 1:2 (1:1) Sarajevo – OFK Beograd 1:0 (0:0) Vardar – Crvena zvezda 2:0 (2:0) Radnički (B) – Velež 0:2 Partizan – Vojvodina 2:3 (0:0) 8. kolo 23. 10. 1965. OFK Beograd – Trešnjevka 3:3 (1:3) 24. 10. 1965. Dinamo – Vojvodina 0:2 (0:1) Partizan – Velež 0:0 Hajduk – NK Rijeka 4. (2:0) Olimpija – Vardar 1:0 (0:0) Željezničar – Radnički (B) 2:1 (1:0) Radnički (N) – NK Zagreb 4:0 (2:0) Crvena zvezda – Sarajevo 4:0 (2:0) 9. kolo 30. 10. 1965. NK Zagreb – OFK Beograd 1:4 (1:2) 31. 10. 1965. NK Rijeka – Radnički (N) 2:0 (2:0) Sarajevo – Olimpija 4:1 (3:0) Vojvodina – Velež 2:1 (0:1) Radnički (B) – Hajduk 0:0 Partizan – Željezničar 2:0 (1:0) Vardar – Dinamo 1:3 (1:2) Trešnjevka – Crvena zvezda 0:3 (0:1) 10. kolo 13. 11. 1965. Crvena zvezda – NK Zagreb 4:1 (2:0) 14. 11. 1965. Željezničar – Vojvodina 1:2 (1:1) OFK Beograd – NK Rijeka 3:0 (2:0) Radnički (N) – Radnički (B) 0:1 (0:1) Dinamo – Velež 0:0 Hajduk – Partizan 4:2 (2:2) Olimpija – Trešnjevka 5:1 (2:0) Vardar – Sarajevo 2:1 (0:1) 11. kolo 20. 11. 1965. Trešnjevka – Vardar 1:0 (1:0) 21. 11. 1965. Vojvodina – Hajduk 1:0 (1:0) Sarajevo – Dinamo 2:0 (1:0) Velež – Željezničar 2:0 (2:0) NK Zagreb – Olimpija 2:1 (1:1) Radnički (B) – OFK Beograd 4:4 (2:2) NK Rijeka – Crvena zvezda 4:0 (2:0) Partizan – Radnički (N) 2:0 (2:0) 12. kolo 28. 11. 1965. Dinamo – Željezničar 3:0 (2:0) Olimpija – NK Rijeka 4:1 (3:0) OFK Beograd – Partizan 5:4 (3:3) Sarajevo – Trešnjevka 4:0 (1:0) Vardar – NK Zagreb 5:4 (2:1) Hajduk – Velež 3:3 (1:2) Radnički (N) – Vojvodina 0:1 (0:0) 29. 11. 1965. Crvena zvezda – Radnički (B) 1:1 (0:1) 13. kolo 4. 12. 1965. NK Zagreb – Sarajevo 1:1 (0:1) Trešnjevka – Dinamo 1:2 (0:1) 5. 12. 1965. Željezničar – Hajduk 1:0 (1:0) Vojvodina – OFK Beograd 0:0 Velež – Radnički (N) 2:0 (1:0) Partizan – Crvena zvezda 1:2 (0:1) NK Rijeka – Vardar 1:1 (0:1) Radnički (B) – Olimpija 1:0 (0:0) 14. kolo 11. 12. 1965. OFK Beograd – Velež 1:1 (1:1) Trešnjevka – NK Zagreb 1:2 (0:1) 12. 12. 1965. Crvena zvezda – Vojvodina 2:3 (0:3) Olimpija – Partizan 3:0 (2:0) Sarajevo – NK Rijeka 0:0 Vardar – Radnički (B) 3:0 (1:0) Radnički (N) – Željezničar 1:1 (1:1) Dinamo – Hajduk 1:1 (1:1) 15. kolo 19. 12. 1965. Partizan – Vardar 5:4 (4:1) Radnički (B) – Sarajevo 2:2 (1:1) Vojvodina – Olimpija 1:1 (0:1) NK Rijeka – Trešnjevka 5:2 (1:1) NK Zagreb – Dinamo 2:3 (1:2) Željezničar – OFK Beograd 1:1 (0:0) Velež – Crvena zvezda 1:2 (0:2) Hajduk – Radnički (N) 1:0 (1:0) | 16. kolo 5. 3. 1966. Partizan – Sarajevo 1:0 (0:0) 6. 3. 1966. Vojvodina – Vardar 2:0 (0:0) Željezničar – Crvena zvezda 2:1 (1:0) Dinamo – Radnički (N) 1:0 (0:0) Radnički (B) – Trešnjevka 1:0 (0:0) Velež – Olimpija 0:0 NK Rijeka – NK Zagreb 3:0 (1:0) Hajduk – OFK Beograd 2:0 (0:0) 17. kolo 12. 3. 1966. OFK Beograd – Radnički (N) 0:1 (0:0) Olimpija – Željezničar 1:0 (1:0) Dinamo – NK Rijeka 4. (2:0) 13. 3. 1966. Crvena zvezda – Hajduk 2:2 (0:1) Trešnjevka – Partizan 3:0 (1:0) Vardar – Velež 1:0 (0:0) Sarajevo – Vojvodina 2:1 (1:0) NK Zagreb – Radnički (B) 3:3 (2:2) 18. kolo 19. 3. 1966. Dinamo – OFK Beograd 1:0 (0:0) 20. 3. 1966. Hajduk – Olimpija 1:0 (1:0) Željezničar – Vardar 1:0 (1:0) Partizan – NK Zagreb 3:0 (1:0) Radnički (B) – NK Rijeka 0:2 (0:1) Vojvodina – Trešnjevka 3:2 (2:0) Velež – Sarajevo 1:0 (1:0) Radnički (N) – Crvena zvezda 0:0 19. kolo 26. 3. 1966. Radnički (B) – Dinamo 1:0 (1:0) NK Zagreb – Vojvodina 1:1 (0:0) Vardar – Hajduk 2:1 (1:0) 27. 3. 1966. Crvena zvezda – OFK Beograd 1:2 (1:0) Trešnjevka – Velež 1:3 (1:2) Sarajevo – Željezničar 0:0 Olimpija – Radnički (N) 0:0 NK Rijeka – Partizan 0:1 (0:1) 20. kolo 2. 4. 1966. Dinamo – Crvena zvezda 6:0 (2:0) Vojvodina – NK Rijeka 4:1 (2:0) Partizan – Radnički (B) 1:1 (0:1) 3. 4. 1966. Željezničar – Trešnjevka 3:1 (1:0) Velež – NK Zagreb 3:1 (0:1) Radnički (N) – Vardar 2:1 (1:1) Hajduk – Sarajevo 1:0 (0:0) OFK Beograd – Olimpija 2:0 (0:0) 21. kolo 9. 4. 1966. Partizan – Dinamo 2:0 (0:0) NK Zagreb – Željezničar 1:0 (1:0) Vardar – OFK Beograd 2:0 (1:0) 10. 4. 1966. Sarajevo – Radnički (N) 2:2 (2:1) Trešnjevka – Hajduk 3:0 (3:0) Radnički (B) – Vojvodina 1:3 (0:0) Olimpija – Crvena zvezda 3:3 (2:3) NK Rijeka – Velež 1:0 (1:0) 22. kolo 16. 4. 1966. OFK Beograd – Sarajevo 5:1 (2:1) Vojvodina – Partizan 1:0 (1:0) 17. 4. 1966. Velež – Radnički (B) 2:0 (0:0) Željezničar – NK Rijeka 0:2 (0:0) Crvena zvezda – Vardar 2:0 (1:0) Hajduk – NK Zagreb 1:0 (0:0) Dinamo – Olimpija 3:3 (2:1) Radnički (N) – Trešnjevka 6:1 (3:1) 23. kolo 23. 4. 1966. Vojvodina – Dinamo 0:0 Trešnjevka – OFK Beograd 1:1 (0:1) 24. 4. 1966. NK Zagreb – Radnički (N) 2:2 (1:1) Radnički (B) – Željezničar 0:2 (0:1) Sarajevo – Crvena zvezda 2:5 (1:2) NK Rijeka – Hajduk 2:0 (0:0) Partizan – Velež 2:3 (1:2) Vardar – Olimpija 1:2 (1:0) 24. kolo 30. 4. 1966. Dinamo – Vardar 1:0 (0:0) Olimpija – Sarajevo 3:1 (1:1) 1. 5. 1966. Hajduk – Radnički (B) 2:0 (1:0) Crvena zvezda – Trešnjevka 2:1 (1:0) Radnički (N) – NK Rijeka 1:0 (1:0) OFK Beograd – NK Zagreb 4:1 (2:0) Željezničar – Partizan 3:1 (1:1) Velež – Vojvodina 0:0 25. kolo 14. 5. 1966. Radnički (B) – Radnički (N) 2:4 (1:2) Trešnjevka – Olimpija 1:1 (1:1) 15. 5. 1966. Vojvodina – Željezničar 2:2 (2:2) Partizan – Hajduk 1:1 (1:1) Velež – Dinamo 2:1 (1:1) NK Rijeka – OFK Beograd 2:2 (2:1) Sarajevo – Vardar 3:2 (0:0) NK Zagreb – Crvena zvezda 0:2 (0:1) 26. kolo 21. 5. 1966. Dinamo – Sarajevo 1:0 (0:0) 22. 5. 1966. OFK Beograd – Radnički (B) 4:1 (0:1) Vardar – Trešnjevka 5:0 (2:0) Olimpija – NK Zagreb 0:1 (0:0) Hajduk – Vojvodina 0:0 Radnički (N) – Partizan 0:0 Crvena zvezda – NK Rijeka 1:2 (0:1) Željezničar – Velež 2:1 27. kolo 28. 5. 1966. Radnički (B) – Crvena zvezda 2:2 (1:1) 29. 5. 1966. Partizan – OFK Beograd 0:2 (0:0) NK Zagreb – Vardar 3:2 (3:1) Vojvodina – Radnički (N) 1:1 (0:0) Trešnjevka – Sarajevo 1:1 (0:1) Velež – Hajduk 2:1 (1:1) NK Rijeka – Olimpija 1:0 (0:0) Željezničar – Dinamo 1:1 (1:0) 28. kolo 4. 6. 1966. OFK Beograd – Vojvodina 3:4 (1:2) 5. 6. 1966. Crvena zvezda – Partizan 2:1 (1:1) Dinamo – Trešnjevka 6:4 (2:1) Olimpija – Radnički (B) 1:1 (1:1) Hajduk – Željezničar 6:2 (3:1) Sarajevo – NK Zagreb 3:1 (1:0) Vardar – NK Rijeka 2:1 (0:1) Radnički (N) – Velež 4:2 (4:1) 29. kolo 11. 6. 1966. Vojvodina – Crvena zvezda 1:2 (1:2) 12. 6. 1966. NK Rijeka – Sarajevo 1:1 (0:1) Velež – OFK Beograd 4:2 (0:0) Hajduk – Dinamo 0:1 (0:0) Željezničar – Radnički (N) 1:0 (1:0) NK Zagreb – Trešnjevka 2:1 (0:0) Radnički (B) – Vardar 3:1 (1:1) Partizan – Olimpija 1:2 (0:2) 30. kolo 16. 6. 1966. Olimpija – Vojvodina 0:6 (0:3) 18. 6. 1966. Crvena zvezda – Velež 2:6 (1:3) Trešnjevka – NK Rijeka 2:6 (1:3) 19. 6. 1966. OFK Beograd – Željezničar 0:2 (0:1) Radnički (N) – Hajduk 2:1 (0:1) Dinamo – NK Zagreb 1:1 (1:1) Vardar – Partizan 2:2 (2:0) Sarajevo – Radnički (B) 0:0 |

## Prvaci
Vojvodina
treneri: Vujadin Boškov
Popis igrača s brojem odigranih ligaških utakmica i brojem postignutih ligaških pogodaka:
Silvester Takač (30/13)
Vasa Pušibrk (30/2)
Ilija Pantelić (30/0) (vratar)
Vladimir Savić (29/5)
Žarko Nikolić (29/4)
Ivan Brzić (29/0)
Stevan Sekereš (29/0)
Dobrivoje Trivić (28/7)
Mladen Vučinić (26/0)
Đorđe Pavlić (18/8)
Stevan Nestički (17/0)
Dimitrije Radović (16/1)
Radivoj Radosav (12/4)
Adolf Lambi (8/2)
Veljko Aleksić (4/0)
Đorđe Milić (3/1)
Tonče Stamevski (3/0)
Rajko Aleksić (2/0)
Branislav Veljković (1/0) (vratar)
Anđelko Marinković (1/0)
Dragan Surdučki (1/0)
Izvori:

## Statistika

### Ljestvica strijelaca
| Pl. | Ime               | Klub          | Pogodaka |
| --- | ----------------- | ------------- | -------- |
| 1.  | Petar Nadoveza    | Hajduk Split  | 21       |
| 2.  | Slobodan Santrač  | OFK Beograd   | 20       |
| 3.  | Slaven Zambata    | Dinamo Zagreb | 19       |
| 4.  | Mustafa Hasanagić | Partizan      | 14       |
| 4.  | Borivoje Kostić   | Crvena zvezda | 14       |
| 6.  | Milorad Janković  | Radnički Niš  | 13       |
| 6.  | Silvester Takač   | Vojvodina     | 13       |

### Broj gledatelja i golova
| Jesenski dio                                                                   | Jesenski dio | Jesenski dio |  | Proljetni dio | Proljetni dio | Proljetni dio |
| Kolo                                                                           | Golova       | Gledatelja   |  | Kolo          | Golova        | Gledatelja    |
| ------------------------------------------------------------------------------ | ------------ | ------------ |  | ------------- | ------------- | ------------- |
| I.                                                                             | 26           | 94.000       |  | XVI.          | 13            | 67.500        |
| II.                                                                            | 17           | 82.000       |  | XVII.         | 23            | 102.000       |
| III.                                                                           | 19           | 64.000       |  | XVIII.        | 14            | 79.000        |
| IV.                                                                            | 23           | 113.000      |  | XIX.          | 14            | 71.000        |
| V.                                                                             | 29           | 90.000       |  | XX.           | 27            | 71.000        |
| VI.                                                                            | 27           | 61.500       |  | XXI.          | 23            | 52.000        |
| VII.                                                                           | 22           | 105.000      |  | XXII.         | 27            | 67.000        |
| VIII.                                                                          | 24           | 72.000       |  | XXIII.        | 25            | 76.000        |
| IX.                                                                            | 24           | 76.000       |  | XXIV.         | 20            | 103.000       |
| X.                                                                             | 27           | 59.500       |  | XXV.          | 28            | 39.500        |
| XI.                                                                            | 23           | 60.000       |  | XXVI.         | 18            | 120.000       |
| XII.                                                                           | 39           | 47.500       |  | XXVII.        | 21            | 45.000        |
| XIII.                                                                          | 14           | 95.500       |  | XXVIII.       | 43            | 117.000       |
| XIV.                                                                           | 20           | 82.500       |  | XXIX.         | 23            | 84.000        |
| XV.                                                                            | 33           | 64.000       |  | XXX.          | 33            | 65.300        |
| Ukupno: 719 golova (2,99 po utakmici) 2.325.800 gledatelja (9.690 po utakmici) |              |              |  |               |               |               |
| Izvori:                                                                        |              |              |  |               |               |               |

## Poveznice
- Druga savezna liga 1965./66.
- Treći rang prvenstva Jugoslavije 1965./66.
- Kup maršala Tita 1965./66.

## Vanjske poveznice
- historical-lineups.com: Godišnjak 1965-66
- historical-lineups.com: Statistika 1966-1968
- Eu-football.info